# Саргул
 Саргул  —опустевший хутор в Октябрьском районе Оренбургской области. Входит в состав Краснооктябрьского сельсовета.

## География
Находится на расстоянии примерно 16 километров по прямой на юг от села Октябрьского, административного центра района.

## Население
Население составляло 4 человека в 2002 году (казахи 50%, татары 50%), 0 по переписи 2010 года.